# Estland i Eurovision Song Contest 2011
Estland kommer att delta i Eurovision Song Contest 2011 i Düsseldorf, Tyskland. Landet kommer att utse artist och bidrag genom den nationella finalen Eesti Laul, organiserad av Estlands nationella tv-bolag Eesti Rahvusringhääling (ERR).

## Tävlingsupplägg
Den 19 oktober 2010 offentliggjorde ERR sitt upplägg för Estlands nationella uttagning till ESC 2011. Först sände man två semifinaler med tio låtar per semifinal. De fem bästa gick vidare till finalen, som ägde rum den 26 februari 2011. Samtliga semifinalslåtar blev utvalda av en jury, men i själva semifinalerna hade tv-tittarna och en jury 50% makt vardera. I finalen kom de två bidragen som blev etta respektive tvåa att tävla i en andra omgång, som avgjordes helt med hjälp av telefonröster Ott Sepp och Märt Avandi var programledare för uttagningen. Totalt skickades det in 140 bidrag till Eesti Laul, vilket var ungefär femton färre än 2010.
ERR meddelade i december 2010 att bidragen "Meeting the Wolf" (med Janne Saar) och "Ilusad inimesed" blev diskvalificerade på grund av att de varit publicerade före den 1 september 2010, vilket strider mot EBU:s regelverk om tidigast publicering av tävlande ESC-låtar. Bidraget "Second chance" (med Tiiu Kiik) och "Unemati" (med Meister ja Mari) ersatte de två bidragen.

## Semifinalerna
ERR meddelade semifinalordningen den 1 februari.

### Semifinal 1
Sändes den 12 februari 2011
| Nr | Artist          | Låt                          | Text (t)/musik (m)/text och musik (t & m)                     |
| -- | --------------- | ---------------------------- | ------------------------------------------------------------- |
| 1  | Marilyn Jurman  | "Veel on aega"               | Marilyn Jurman, Karl Kanter (t & m)                           |
| 2  | Elmayonesa      | "Kes ei tantsi, on politsei" | Nicolas Behler, Nora Reitel, Helen Heinmäe (t & m)            |
| 3  | Victoria        | "Baby Had You"               | Viktorija Suslova, Stanislav Bulganin (t & m)                 |
| 4  | Noorkuu         | "Be My Saturday Night"       | Mart Vainu (t & m)                                            |
| 5  | Jana Kask       | "Don't Want Anything"        | Jakko Maltis, Jana Kask (t & m)                               |
| 6  | Kait Tamra      | "Lubadus"                    | Kait Tamra (t & m)                                            |
| 7  | Ans. Andur      | "Lapsed ja lennukid"         | Madis Aesma, Mihkel Kirss, Gert Pajuväli, Madis Kriss (t & m) |
| 8  | Meister ja Mari | "Unemati"                    | Mari Meentalo (t & m)                                         |
| 9  | Getter Jaani    | "Rockefeller Street"         | Sven Lõhmus (t & m)                                           |
| 10 | Outloudz        | "I Wanna Meet Bob Dylan"     | Stig Rästa, Fred Krieger (t & m)                              |

### Semifinal 2
Sändes den 19 februari 2011
| Nr | Artist                          | Låt                 | Text (t)/musik (m)/text och musik (t & m)                       |
| -- | ------------------------------- | ------------------- | --------------------------------------------------------------- |
| 1  | Sõpruse puiestee & Merili Valik | "Rahu, ainult rahu" | Allan Vainola, Mait Vaik (t & m)                                |
| 2  | Shirubi Ikazuchi                | "St. Cabah"         | Silvi Pilt (t & m)                                              |
| 3  | Sofia Rubina                    | "My Melody"         | Sofia Rubina, Talis Paide (t & m)                               |
| 4  | Mimicry                         | "The Storm"         | Paul Lepasson, Timmo Linnas, Kene Vernik, Jaanus Telvar (t & m) |
| 5  | Orelipoiss                      | "Valss"             | Jaan Pehk (t & m)                                               |
| 6  | Uku Suviste*                    | "Jagatud öö"        | Rein Rannap, Indrek Hirv (t & m)                                |
| 7  | Tiiu Kiik                       | "Second chance"     | ?                                                               |
| 8  | MID                             | "Smile"             | Markus Robam (t & m)                                            |
| 9  | Ithaka Maria                    | "Hoppa-pa-rei!"     | Ithaka Maria Rahula, Peeter Pruuli (t & m)                      |
| 10 | Rolf Junior                     | "All & Now"         | Rolf Roosalu, Liis Lass (t & m)                                 |

*Uku Suviste diskvalificerades eftersom hans bidrag, "Jagatud öö", var ett plagiat.

## Finalen
Sändes den 26 februari 2011. Två artister valdes fram till en andra runda, en superfinal.
| Nr | Artist       | Låt                      | Text (t)/musik (m)/text och musik (t & m)                       | Plats |
| -- | ------------ | ------------------------ | --------------------------------------------------------------- | ----- |
| 1  | Victoria     | "Baby Had You"           | Viktorija Suslova, Stanislav Bulganin (t & m)                   | 6     |
| 2  | Noorkuu      | "Be My Saturday Night"   | Mart Vainu (t & m)                                              | 9     |
| 3  | Jana Kask    | "Don't Want Anything"    | Jakko Maltis, Jana Kask (t & m)                                 | 4     |
| 4  | Getter Jaani | "Rockefeller Street"     | Sven Lõhmus (t & m)                                             | 1     |
| 5  | Outloudz     | "I Wanna Meet Bob Dylan" | Stig Rästa, Fred Krieger (t & m)                                | 1     |
| 6  | Mimicry      | "The Storm"              | Paul Lepasson, Timmo Linnas, Kene Vernik, Jaanus Telvar (t & m) | 10    |
| 7  | Orelipoiss   | "Valss"                  | Jaan Pehk (t & m)                                               | 3     |
| 8  | MID          | "Smile"                  | Markus Robam (t & m)                                            | 7     |
| 9  | Ithaka Maria | "Hoppa-pa-rei!"          | Ithaka Maria Rahula, Peeter Pruuli (t & m)                      | 5     |
| 10 | Rolf Roosalu | "All & Now"              | Rolf Roosalu, Liis Lass (t & m)                                 | 8     |

### Superfinal
| Artist       | Bidrag                   | Plats |
| ------------ | ------------------------ | ----- |
| Outloudz     | "I Wanna Meet Bob Dylan" | 2     |
| Getter Jaani | "Rockefeller Street"     | 1     |